# میخائیل آلویان
میشا «میخائیل» سورنی آلویان (روسی: Михаил Суренович Алоян؛ زادهٔ ۲۳ اوت ۱۹۸۸ در بامباکاشات، استان آرماویر) بوکسور ایزدی‌تبار اهل ارمنستان-روسیه است.